# Žan Majer
Žan Majer (sinh ngày 25 tháng 7 năm 1992) là một cầu thủ bóng đá người Slovenia thi đấu ở vị trí tiền vệ trung tâm cho Lecce tại Serie A.

## Sự nghiệp câu lạc bộ

### Rostov
Vào ngày 26 tháng 6 năm 2017, anh ký bản hợp đồng 3 năm với điều khoản gia hạn 1 năm với câu lạc bộ tại Giải bóng đá ngoại hạng Nga F.K. Rostov.

## Thống kê sự nghiệp

### Câu lạc bộ
Tính đến 16 tháng 9 năm 2019
| Câu lạc bộ          | Mùa giải            | Giải vô địch                             | Giải vô địch | Giải vô địch | Cúp     | Cúp       | Châu lục | Châu lục  | Tổng cộng | Tổng cộng |
| Câu lạc bộ          | Mùa giải            | Hạng đấu                                 | Số trận      | Bàn thắng    | Số trận | Bàn thắng | Số trận  | Bàn thắng | Số trận   | Bàn thắng |
| ------------------- | ------------------- | ---------------------------------------- | ------------ | ------------ | ------- | --------- | -------- | --------- | --------- | --------- |
| NK Aluminij         | 2010–11             | Slovenian Second League                  | 2            | 0            | 0       | 0         | –        | –         | 2         | 0         |
| NK Aluminij         | 2011–12             | Slovenian Second League                  | 9            | 0            | 0       | 0         | –        | –         | 9         | 0         |
| NK Aluminij         | Tổng cộng           | Tổng cộng                                | 11           | 0            | 0       | 0         | 0        | 0         | 11        | 0         |
| NK Domžale          | 2012–13             | Giải bóng đá hạng nhất quốc gia Slovenia | 21           | 1            | 0       | 0         | –        | –         | 21        | 1         |
| NK Domžale          | 2013–14             | Giải bóng đá hạng nhất quốc gia Slovenia | 24           | 2            | 3       | 0         | 2        | 0         | 29        | 2         |
| NK Domžale          | 2014–15             | Giải bóng đá hạng nhất quốc gia Slovenia | 32           | 0            | 4       | 0         | –        | –         | 36        | 0         |
| NK Domžale          | 2015–16             | Giải bóng đá hạng nhất quốc gia Slovenia | 29           | 1            | 4       | 0         | 2        | 0         | 35        | 1         |
| NK Domžale          | 2016–17             | Giải bóng đá hạng nhất quốc gia Slovenia | 24           | 3            | 4       | 2         | 6        | 2         | 34        | 7         |
| NK Domžale          | Tổng cộng           | Tổng cộng                                | 130          | 7            | 15      | 2         | 10       | 2         | 155       | 11        |
| F.K. Rostov         | 2017–18             | Giải bóng đá ngoại hạng Nga              | 13           | 0            | 2       | 0         | —        | —         | 15        | 0         |
| F.K. Rostov         | 2018–19             | Giải bóng đá ngoại hạng Nga              | 0            | 0            | 2       | 0         | —        | —         | 2         | 0         |
| F.K. Rostov         | Tổng cộng           | Tổng cộng                                | 13           | 0            | 4       | 0         | —        | —         | 17        | 0         |
| Lecce               | 2018–19             | Serie B                                  | 11           | 0            | 0       | 0         | —        | —         | 11        | 0         |
| Lecce               | 2019–20             | Serie A                                  | 3            | 0            | 1       | 1         | —        | —         | 4         | 1         |
| Lecce               | Tổng cộng           | Tổng cộng                                | 14           | 0            | 1       | 1         | 0        | 0         | 15        | 1         |
| Tổng cộng sự nghiệp | Tổng cộng sự nghiệp | Tổng cộng sự nghiệp                      | 168          | 7            | 20      | 3         | 10       | 2         | 198       | 12        |